# Macrosiphum longirostratum
Macrosiphum longirostratum är en insektsart som beskrevs av Jensen och Holman 2000. Macrosiphum longirostratum ingår i släktet Macrosiphum och familjen långrörsbladlöss. Inga underarter finns listade i Catalogue of Life.